# FC West United
FC West United is een Surinaamse voetbalclub. De thuisbasis is het Letitia Vriesde Sportcomplex in Totness in het district Coronie.
De club was in 2013 winnaar van het Lidbondentoernooi en promoveerde daarna naar de SVB-Eerste Klasse (toen nog Hoofdklasse). In 2014 behaalde de club de halve finales van de Surinaamse voetbalbeker.